# Chajlaya
Chajlaya ist eine Ortschaft im Departamento La Paz im südamerikanischen Anden-Staat Bolivien.

## Lage im Nahraum
Chajlaya ist größte Ortschaft des Municipios Chuma in der Provinz Muñecas. Die Streusiedlung Chajlaya liegt in einem Hochtal im nordwestlichen Teil der Cordillera Muñecas auf einer Höhe von 3122 m, etwa dreißig Kilometer vom Ostufer des Titicacasees entfernt.

## Geographie
Chajlaya liegt auf dem bolivianischen Altiplano am westlichen Rand der Cordillera Real. Das Klima der Region ist ein typisches Tageszeitenklima, bei dem die mittleren Temperaturschwankungen im Tagesverlauf deutlicher ausfallen als im Jahresverlauf.
Die Jahresdurchschnittstemperatur der Region liegt bei knapp 14 °C (siehe Klimadiagramm Mocomoco), die Monatsdurchschnittstemperaturen schwanken nur unwesentlich zwischen 11 °C im Juni/Juli und 15 °C von Oktober bis März. Der Jahresniederschlag beträgt etwa 750 mm, die Monatsniederschläge liegen zwischen unter 20 mm von Juli bis August und bei 100 bis 150 mm von Dezember bis März.

## Verkehrsnetz
Chajlaya liegt in einer Entfernung von 207 Straßenkilometern nordwestlich von La Paz, der Hauptstadt des gleichnamigen Departamentos.
Von La Paz führt die asphaltierte Nationalstraße Ruta 2 in nördlicher Richtung 70 Kilometer bis Huarina, von dort in nordwestlicher Richtung weitere 97 Kilometer die Ruta 16 über Achacachi, Ancoraimes und Puerto Carabuco nach Escoma. Von dort wendet sich die Ruta 16 nach Nordosten in Richtung auf Charazani. Nach 20 Kilometern zweigt eine unbefestigte Straße nach Osten hin ab und erreicht nach weiteren 20 Kilometern Chajlaya.

## Bevölkerung
Die Einwohnerzahl der Ortschaft ist in den beiden Jahrzehnten zwischen den letzten Volkszählungen um die Hälfte angestiegen:
| Jahr | Einwohner | Quelle       |
| ---- | --------- | ------------ |
| 1992 | 470       | Volkszählung |
| 2001 | 663       | Volkszählung |
| 2012 | 699       | Volkszählung |
| 2024 |           | Volkszählung |

Die Region weist einen hohen Anteil an Aymara-Bevölkerung auf, im Municipio Chuma sprechen 88,5 Prozent der Bevölkerung Aymara.